# Robert de Lamiré de Bachimont
Robert de Lamiré de Bachimont (1627-1688) est un noble de l'Artois (aujourd'hui dans le département du Pas-de-Calais) du XVIIe siècle. Aristocrate désargenté, il mène une existence d'aventurier, cherchant sa voie dans l'alchimie. Il se fait principalement connaitre, aux côtés de son épouse, en tant que partie prenante dans de sombres histoires d'empoisonnement, dont la célèbre affaire des poisons mettant en cause la marquise de Brinvilliers lors du règne de Louis XIV.

## Biographie
Robert de Lamiré (ou de la Miré) descend d'une famille artésienne, qui faisait remonter sa noblesse au XVIe siècle. Un Jean de Lamiré a été mayeur d'Abbeville en 1571. Son père l'avait été avant lui et fut conseiller du roi et lieutenant criminel.
Robert de Lamiré nait à Bachimont, hameau de la commune actuelle de Buire-au-Bois, en 1627. Il est le fils de Simon de Lamiré, chevalier, seigneur de Bachimont, Bourseville, Bouillancourt et Allenay et de Bonne de Collaut ou de Collant,.
Il se dira plus tard comte de Bachimont, sans en posséder le titre. Il est seigneur de Raisse, puis de Bachimont, Rurecourt ou Rullecourt (Grand-Rullecourt) et Yvranches. Selon son complice Vanens, Mr de Rullecourt est un autre nom pour dire Bachimont. Ces fiefs sont de petits villages ruraux très modestes.
Dans les différents documents relatant ses aventures, Robert de Lamiré de Bachimont figure généralement sous le nom de Bachimont ou sous la désignation de sieur de Bachimont.
À l'âge de 26 ans, en 1652, Robert Lamiré se fait recevoir chevalier de Saint-Jean de Jérusalem, à Abbeville, en même temps que son frère aîné Simon Philippe mais ne prononcera pas ses vœux. Puis il entre en tant que lieutenant au régiment de Picardie. Il y demeure, le temps de devenir capitaine en novembre 1663,.
Il est un fort mauvais officier, signalé au ministre pour ses absences continuelles. François Michel Le Tellier de Louvois, ministre de la guerre lui fait connaitre son mécontentement en juillet et août 1669 : « Par tous les extraits des revues des compagnies du régiment de Picardie, la vôtre paroit la plus foible et en plus mauvais état. Il est aisé de juger que ce désordre vient de votre absence ».
Il est cassé et renvoyé du corps et vient avant 1672 se fixer à Paris, avec un enfant naturel prénommé Robert ou Robertin. En 1675, cet enfant va au collège, un des complices de Bachimont s'en occupe lorsque celui-ci n'est pas à Paris.
Bachimont rencontre en 1672 Marie de La Haye de Saint-Hilaire, plus âgée que lui de six ans, dont il devient l'amant.
Il meurt en 1688, à l'âge de 61 ans.

## Mariage
Marie de La Haye de Saint Hilaire et Robert de Lamiré de Bachimont vont devenir indissociables dans les évènements qui vont se succéder.
Marie de La Haye appartient à une famille noble bretonne très ancienne, possédant le château de La Haye à Saint-Hilaire-des-Landes. Née à Rennes en 1621, elle est la fille de Henry de La Haye Saint-Hilaire, seigneur du lieu et du Plessis Malesse. Élevé à la cour de Louis XIII, Henry est chevalier de l'ordre du roi et capitaine de cent hommes d'armes des ordonnances du roi. Par sa mère, Françoise Fouquet de Challain (Challain-la-Potherie), Marie est apparentée à Nicolas Fouquet, (famille Fouquet), surintendant des finances du roi Louis XIV. Veuve, sa mère s'est remariée à Paul Hay, seigneur de Coeslan et du Chatelet, conseiller au Parlement de Bretagne, et de ce fait, quelques sources,, désignent ce Paul Hay comme père de Marie. Marie a épousé en mars 1639 Siméon de la Haye, seigneur du Plessis-au-Chat puis vit séparée de lui, par voie de justice ou par accord des familles. Elle passe un temps à Nantes au couvent de Sainte-Élisabeth, vit à Rennes avec sa mère pendant quelques années et vient à Paris en 1664. Elle y fréquente la bonne société.
En 1666, à l'occasion de la passation d'un contrat de société avec deux partenaires, dont un artisan verrier, Marie de La Haye se prétend marquise de Plessis-au-Chat, sans l'être. En 1672, elle va intenter un procès, devant le Châtelet de Paris au dit artisan, au motif de dissimulation de profits sans les avoir partagés, alors que ceux-ci pourraient être liés aux connaissances en alchimie détenues notamment par Marie et par Bachimont. Le juge accorde aux plaignants la saisie de certaines marchandises et avoirs de l'artisan.
Robert de Bachimont et Marie de La Haye vivent ensemble quelques années. Bachimont, sans ressources, s'occupe d'alchimie.
Robert de Bachimont est soupçonné d'avoir dès cette époque distillé des poisons : Siméon de La Haye, premier mari de Mari de La Haye meurt en 1673 ou 1674, dans des circonstances laissant présumer un acte criminel,.
Robert de Lamiré de Bachimont et Marie de La Haye de Saint-Hilaire convolent en justes noces en 1674, Marie étant veuve depuis trois ou quatre mois.

## Alchimiste-empoisonneur
Le couple rencontre à cette époque Louis de Vanens, alchimiste, faux-monnayeur et expert en poisons. En décembre 1674, Vanens propose à Bachimont de travailler ensemble un soi-disant secret destiné à changer le cuivre en argent. Ils mettent au point des alliages  qu'ils vendent comme argent fin. Ils élaborent également des poisons en distillant différentes plantes (scille, genêt, joubarbe, champignons vénéneux). Dans ce but Bachimont installe dans son logement de la rue des Fontaines, près du Temple, un laboratoire bien aménagé.
Selon Lucien Nass, Robert de Lamiré de Bachimont se distingue des autres mis en cause dans les affaires de poisons par ses réelles connaissances en chimie : il maitrisait à la fois des procédés faisant intervenir des minéraux (arsenic, antimoine...) et des distillations de plantes. Le même auteur donne la liste des instruments (fourneaux, alambics...) et substances (poudres, drogues...) retrouvés dans les appartements du couple en 1678 : cela représente une énumération de treize pages. Selon lui, « Bachimont possédait chez lui à peu près tous les corps chimiques connus à cette époque ».
Dans son étude sur l'affaire des poisons, Frantz Funck-Brentano classe le couple Bachimont dans la catégorie des « alchimistes ». Il ressort de son travail que le sieur de Bachimont doit son implication dans l'affaire des poisons à ses relations avec Louis de Vanens.

### Mort de Charles-Emmanuel II de Savoie
Les évènements qui concernent le duché de Savoie sont rapportés au conditionnel en raison de l'absence de certitudes sur leur véracité. À l'époque de Louis XIV, on évoquait très facilement l'usage du poison dès lors qu'il y avait mort subite comme ce fut le cas pour le duc de Savoie.
À cette époque, vers 1675, Bachimont et Vanens seraient entrés en relation avec des personnages de la cour de Savoie, dont un proche du duc Charles-Emmanuel II. L'entourage du souverain de Savoie aurait recherché des moyens d'éliminer le duc. Après négociations sur le prix, le couple Bachimont et leur complice gagnent Turin (Charles-Emmanuel II est également prince de Piémont) en mars 1675. L'ambassadeur de France aurait facilité leur entrée à la cour du duc-prince. Le 8 juin 1675, les trois protagonistes quittent précipitamment les lieux, Vanens déclarant avoir subi un empoisonnement.
Quatre jours plus tard, le 12 juin 1675, Charles-Emmanuel II décède. Le couple Bachimont et Vanens se rend à Lyon. L'archevêque de Lyon Camille de Neufville de Villeroy fait mettre à la disposition de Marie de La Haye un appartement détenu par la basilique Saint-Martin d'Ainay. Le couple Bachimont avait gardé des liens avec la religion : en juillet 1675, un moine frère mineur capucin leur écrivait depuis Paris.
Les aventuriers y créent un nouveau laboratoire. À la fin du mois d'août, Bachimont retourne secrètement à Turin pour, dit-on, faire activer un paiement promis mais qui tardait à se concrétiser. De retour à Lyon, il aurait tenté de se débarrasser de Louis de Vanens qu'il commençait à trouver encombrant, ou pour ne pas avoir à partager avec lui le montant reçu pour leur forfait. Il l'aurait empoisonné ce qui aurait rendu Vanens malade, maladie dont il mourut plus tard alors qu'il était en prison. Dans l'immédiat, Vanens s'échappe. Un dénommé Chasteuil, François de Galaup de Chasteuil dit Boineau, personnage central de cet épisode de Savoie, a partagé le repas pris par Vanens et meurt empoisonné en 1677.
La mise en cause du couple Bachimont et de leur complice dans la mort du duc Charles-Emmanuel II repose essentiellement sur le témoignage  du laquais du couple, un dénommé D'Hostel ou d'Hostelle, lequel déclara quelques années plus tard que le duc était mort empoisonné par une chemise arseniquée, qu'il aurait revêtu, en rentrant de la chasse, trempé de sueur. Or Bachimont et Vanens avaient acheté une once d'arsenic à Turin.
La procédure menée contre les Bachimont et leur complice n'a pu prouver leur culpabilité. Bachimont justifie sa présence à Lyon par une affaire l'opposant à Paris à sa sœur pour la possession de biens dont la terre de Bachimont, et à son souci de s'éloigner pour acquérir des biens qu'elle ne pourrait lui disputer. Lui et sa femme expliquent leur séjour à Turin par la recherche de quelque secret d'alchimie permettant de convertir des métaux en argent ou en or.
Marie de La Haye de Bachimont fait encore l'objet vers 1677 d'une enquête du parlement de Bretagne, siégeant à Rennes, à la suite des décès de la mère de son premier mari, Mme du Plessis-au-Chat et, dans des circonstances estimées très étranges, de la fille de celle-ci, Mme du Chastelier. Soupçonnée d'avoir empoisonné les deux femmes sans que rien puisse être prouvé, elle échappe finalement à l'inculpation. L'enquête était liée aux conséquents besoins d'argent de Marie de La Haye, connus depuis 1672 au moins, malgré des prêts de son entourage.

### Affaire des poisons
Selon une source, non confirmée par ailleurs, le couple Bachimont aurait connu Godin de Sainte-Croix, amant de la marquise de Brinvilliers, principale protagoniste de l'affaire des poisons.
Le couple Bachimont s'y retrouve mêlé à la célèbre affaire des poisons par le biais de Vanens. Vanens est impliqué car faisant partie des connaissances de La Voisin. Il est arrêté en 1678 et emmené à la Bastille. On élargit alors l'enquête à ses fréquentations. Le ministre de la Guerre, François Michel Le Tellier de Louvois, supervise l'affaire. Celui-ci, qui avait déjà une opinion négative sur Bachimont du temps où ce dernier était capitaine au régiment de Picardie, demande le 9 mai 1678 à l'intendant de Lyon d'arrêter Bachimont et sa femme. Leur interpellation a lieu le 15 mai 1678, avec tous leurs domestiques, à Lyon. Ils sont incarcérés, tous leurs papiers et instruments saisis. Louvois laisse entendre que pèsent également sur Marie de La Haye de Bachimont, des suspicions de fausse monnaie. Robert de Lamiré de Bachimont, son épouse et une suivante subissent leur premier interrogatoire du 17 au 19 mai.
L'enquête menée par la Chambre ardente dure trois mois sans qu'aucune preuve ni aveu ne soient établis. Bachimont explique tout par la pierre philosophale, son épouse  multiplie les déclarations toutes plus évasives et fantaisistes les unes que les autres.
C'est lors de cette enquête qu'intervient l'interrogatoire de leur personnel, dont le laquais D'Hostel, dont les déclarations renforcent la suspicion éprouvée à leur encontre.
Toutefois, l'affaire des poisons prend une tournure estimée dangereuse par la cour de France en raison de la mise en cause de personnages de très haut rang, tels que Françoise de Rochechouart de Mortemart, marquise de Montespan, maîtresse du roi. Il est donc progressivement décidé d'étouffer l'affaire, et d'éloigner les suspects non exécutés. Les Bachimont sont emprisonnés au château de Pierre Scize à Lyon, puis acheminés à Besançon fin 1679, début 1680,.
Puis ils sont condamnés à la détention perpétuelle et enfermés dans le fort Saint-André.
Pendant deux ans, les prisonniers ont un comportement exemplaire, on les autorise à se réunir, à se confesser deux fois l'an. Puis, ne supportant plus leur détention ou celle-ci ayant détérioré leur santé mentale, ils deviennent « très méchants » et il faut les séparer. Ils ne se calment pas pour autant et continuent de vociférer sans arrêt. Le 29 juillet 1688, Louvois ordonne qu'on les mette au pain sec et à l'eau pendant un mois à chaque fois qu'ils ont une telle crise,.
Il s'agit de la dernière information connue à leur sujet. On ignore ce qu'ils devinrent après cette date.

## Armes
Robert de Lamiré de Bachimont a pour armes : « D'argent à la bande de sable, accompagnées de six billettes de même, trois en chef et trois en pointe, posées en bandes ».